# Apela punctilla
Apela punctilla är en fjärilsart som beskrevs av Forbes 1939. Apela punctilla ingår i släktet Apela och familjen tandspinnare. Inga underarter finns listade i Catalogue of Life.